# Chyung Sam-Hyun
Chyung Sam-Hyun es un deportista surcoreano que compitió en judo. Ganó dos medallas en el Campeonato Asiático de Judo de 1970, en las categorías de +93 kg y abierta.

## Palmarés internacional
| Campeonato Asiático | Campeonato Asiático | Campeonato Asiático | Campeonato Asiático |
| Año                 | Lugar               | Medalla             | Categoría           |
| ------------------- | ------------------- | ------------------- | ------------------- |
| 1970                | Kaohsiung (Taiwán)  | Medalla de plata    | +93 kg              |
| 1970                | Kaohsiung (Taiwán)  | Medalla de bronce   | Abierta             |